# Isothecium radiatum
Isothecium radiatum là một loài Rêu trong họ Brachytheciaceae. Loài này được (Schwägr.) Brid. mô tả khoa học đầu tiên năm 1827.